# Doris nobilis
Doris nobilis är en snäckart som beskrevs av Nils Hjalmar Odhner 1907. Doris nobilis ingår i släktet Doris och familjen Dorididae. Arten är reproducerande i Sverige. Inga underarter finns listade i Catalogue of Life.